# Copezzato
Copezzato è una frazione agricola di case sparse del comune di San Secondo Parmense posta 2 km a nord est del capoluogo, circondata su tre lati dal fiume Taro.

## Storia
Copezzato è sicuramente il più antico insediamento abitativo del comune di San Secondo Parmense, nell'ottobre 1889 infatti, a seguito delle segnalazioni di un agricoltore che aveva raccolto dei cocci di vaso sulla sponda del fiume Taro, il professor Luigi Pigorini iniziò una campagna di scavi che permise di portare alla luce una necropoli di un villaggio terramaricolo risalente all'età del Bronzo
Seppur la necropoli scoperta non fosse di grandi dimensioni risultò essere di estrema importanza poiché esistono solo cinque necropoli con sepolture ad incenerazione di cui si conoscono i relativi materiali Gli scavi condotti nel podere Piopparo Bandini, poco a monte della confluenza in Taro del canale San Carlo, portarono alla luce una serie di vasi cinerari con la presenza di modesti oggetti di corredo concernente l'abbigliamento e i monili. Il luogo delle terramara a cui appartiene la necropoli, non è stato trovato anche perché la profondità dello strato a cui si trova, secondo il Pigorini, 7 metri, è difficilmente raggiungibile.
L'insediamento e la sua necropoli erano vicino alla riva del fiume Taro, sullo stesso asse su cui era stata costruita la terramare del Castellazzo di Fontanellato presso la quale, in località Sabbioni si trova il paleoalveo del fiume certamente attivo in epoca del bronzo, il mutato corso del fiume, ora perpendicolare al vecchio alveo ha consentito con l'erosione spondale di portare alla luce la necropoli ma potrebbe aver anche spazzato via nel corso dei secoli l'originario villaggio.
Il territorio denominato frangia di Copezzato ha goduto di un popolamento anche in età romana, infatti a poco meno che un chilometro di distanza dal sito della necropoli sono state rinvenute nel 1973 in località 5 vie delle sepolture, sempre ad incenerazione, risalente al periodo romano ma di diverse epoche a partire da quella repubblicana, sino a quella imperiale segno di una costante presenza abitativa nel tempo.
La prima indicazione dell'attuale toponimo compare invece secoli dopo nel 890, quando il re Guido, per intercessione del vescovo di Parma Guibodo concede alla Pieve di San Nicomede sita in Fontana Brocoli dei terreni in Vicum Peciatum e Caput Tari (Coltaro). A quel tempo il villaggio doveva presentarsi sotto forma di gruppi di case sparse abitate quindi in parte da coloni del monastero dipendente dalla Pieve posta presso Salsomaggiore.

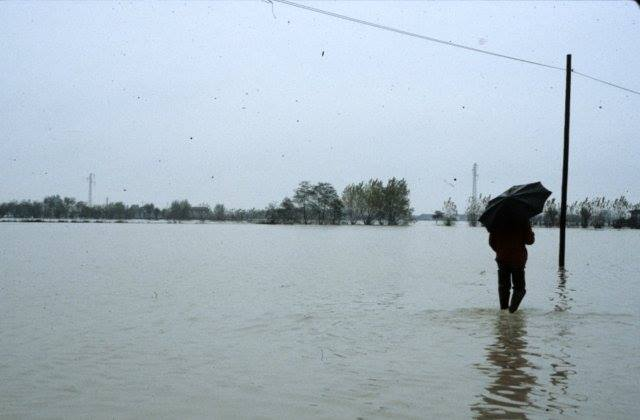
L'inondazione di Copezzato del 9 novembre 1982 vista da San Secondo

Entrato a far parte della vicinissima corte di San Secondo posta sotto la giurisdizione dei canonici del capitolo della cattedrale, Copezzato viene menzionato nei secoli successivi XII e XIII per il passaggio e la permuta di terreni fra canonici e privati, passando quindi interamente ai Rossi nel 1365 anno di nascita della Contea di San Secondo, la storia del territorio seguirà e resterà legata a quella del capoluogo sino alla caduta della contea e all'erezione di San Secondo a comune nel quale Copezzato venne inglobato come frazione.

## La frazione
Copezzato è una frazione rappresentata da nuclei di case sparse racchiuse da Taro su due lati e sul terzo dal canale San Carlo. Il nucleo principale si incunea fra le anse meandreggianti del Taro che piega da nord est a direzione nord ovest poi sud e di nuovo nord ovest sino alla confluenza con il canale sopra menzionato.

## L'alluvione del 1982
La vicinanza al fiume e la conformazione del territorio chiuso su tre lati da arginature risultò fatale il 9 novembre 1982, quando una piena imponente del fiume Taro causò una breccia nell'arginatura del canale San Carlo in prossimità del suo sbocco, le acque fuoriuscite da tale falla si riversarono nell'enorme catino e inondarono tutta la frazione arrivando a lambire la periferia di San Secondo.